# لنارت پترسون
لنارت پترسون (انگلیسی: Lennart Pettersson؛ زادهٔ ۱ فوریهٔ ۱۹۵۱) ورزشکار پنج‌گانه مدرن اهل سوئد است.
وی در مسابقات کشوری و بین‌المللی در مجموع برندهٔ ۱ مدال برنز شده‌است.